# Paraisotrichidae
Famille
Les Paraisotrichidae sont une famille de Ciliés de la classe des Litostomatea et de l’ordre des Vestibuliferida.

## Étymologie
Le nom de la famille vient du genre type Paraisotricha, dérivé du grec ancien παρα / para, « presque », ἴσος / isos, « égal (en nombre, force, longueur…), également réparti, régulier », et de  θριξ  / thrix), « cheveu, poil, soie, cil », en référence à la ciliation de l'organisme, complète et presque uniforme, sauf les cils de la région frontale qui sont plus longs que ceux du reste du corps.

## Description
Paraisotricha a une taille faible ou moyenne. Sa forme est plus ou moins ovoïde. Il possède une cuticule rigide. Son extrémité antérieure est arrondie. La bouche est sur le côté ventral, dans le tiers antérieur du corps. L’anus se situe au pôle aboral (c'est-à-dire du côté opposé à la bouche). La ciliation est complète ; les cils de la région frontale sont plus longs que ceux du reste du corps. Une grosse vacuole se trouve à l’extrémité postérieure. Une vacuole à concrétions est à l’extrémité antérieure.

## Liste des genres
Selon The Taxonomicon (3 décembre 2023) :
- Helicozoster Latteur, 1967
- Enterophrya Hasselmann, 1918
- Paraisotricha Fiorentini, 1890
- Rhizotricha Wolska, 1964

## Systématique
Le nom valide de ce taxon est Paraisotrichidae da Cunha (d), 1917.